# 姬莉安·梅菲
姬莉安·梅菲（Gillian Murphy，1979年4月11日—），是一位出生在英國著名的芭蕾舞者，是著名的美國芭蕾舞劇院（American Ballet Theatre）和新西蘭皇家芭蕾舞團（Royal New Zealand Ballet ）首席舞蹈演員。姬莉安以她在天鵝湖中的黑天鵝32圈轉（fouetté）最為人所熟悉並受好評。

## 外部連結
- 官網 （页面存档备份，存于）
- 姬莉安·梅菲的Instagram帳戶